# 小密苏里河 (密苏里河支流)
小密苏里河（英語：Little Missouri River）是密苏里河的一条支流，长901公里，位于美国大平原的北部。小密苏里河发源于怀俄明州的东北部克魯克縣魔鬼塔以西大约24公里，之后流向东北，跨过蒙大拿州东南部的一个角落后进入南达科他州。在南达科塔州，它向北流过荒地进入北达科他州，穿过小密苏里国家草原和西奥多·羅斯福國家公園。在公园北部，它向东流入密苏里州邓恩县的沙卡卡威亞湖，最终在基尔迪尔注入密苏里河。